# Дашков Андрій Якович
Андрій Якович Дашков (1775 — 21 червня 1831) — дипломат, який представляв Росію в США з 1808 по 1817 рік.
Представник роду Дашкових. Син від першого шлюбу надвірного радника Якова Андрійовича Дашкова (який з 1792 року був одружений другим шлюбом на Олександрі Євграфівні Татіщевій). Службу розпочав у 1786 році у лейб-гвардії Семенівському полку сержантом, у 1799 році вийшов у відставку в чині гвардії підпоручика. Із 1804 року перебував на службі в департаменті комерції старшим помічником. У 1807 році були офіційно встановлені дипломатичні відносини між Росією і США. У 1808 році Дашков був визначений як «російський генеральний консул і повірений у справах у США».

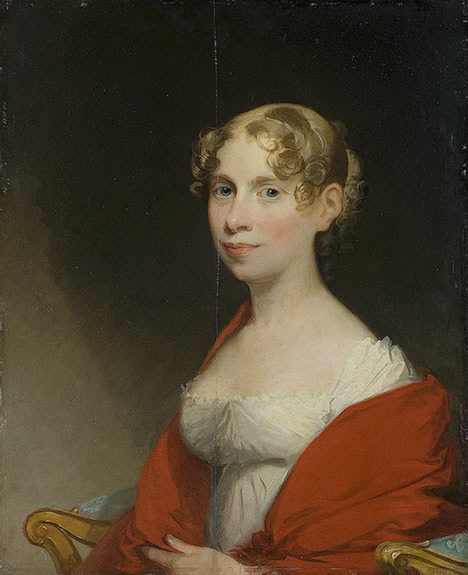
Євгенія Дашкова на портреті Г. Стюарта. Портрет створений в період її перебування з чоловіком в Америці.

Із 1811 року його чин став офіційно іменуватися «Надзвичайний посланник і повноважний міністр Росії при Конгресі США». Завдяки участі Дашкова, генерал Моро, що жив в Америці вигнанцем, повернувся в 1813 році в Європу на запрошення імператора Олександра I.
У 1817 році Дашков відкликаний з посади повноважного міністра і залишений при колегії закордонних справ. Із 1820 по 1821 рік перебував при константинопольській місії керуючим справами по судовій та комерційній частині. Із 1826 року дійсний статський радник. У 1829 році нагороджений орденом Св. Володимира та вийшов у відставку. Помер у 1831 році.
Від шлюбу з баронесою Євгенією Йосипівною Прейссер (1783—1881) мав сина Якова (1803—1872), дипломата й дійсного таємного радника.